# Патра, Самбит
Самбит Патра (англ. Sambit Patra; гудж. સમ્બિત પાત્રા; хинди डॉ संबित पात्रा) — индийский политик, один из национальных представителей Индийской народной партии (Бхаратия джаната парти).

## Биография
Родился 13 декабря 1974 года в Дханбаде, Джаркханд, Индия. Изучал медицину в Медицинском колледже Уткальского университета в Бхубанешваре. Затем работал врачом в больнице Хинду Рао в Дели.
В 2012 году ушел с работы, чтобы полностью посвятить себя политике, но проиграл муниципальные выборы партии Бхаратия Джаната. Патра активно выступал за партию до 2014 года. После победы он стал национальным представителем партии. В 2017 году он также был назначен независимым директором нефтяной компании ОНГС. Он был социальным работником в течение более десяти лет, работая в интересах членов непривилегированных слоёв общества. Основатель организации «Сварадж», которая состоит из врачей и полицейских со всей Индии. «Сварадж» является неправительственной организацией, работающей для эмансипации членов касты неприкасаемых (далитов). 30 ноября 2021 года Патра был назначен председателем Корпорации развития туризма Индии.